# Reparti i Operacioneve Speciale
Reparti i operacioneve speciale (ROS) est une unité des forces spéciales albanaise fondée en février 77 sous le nom de code 77. Elle est sous l'autorité du ministère de l'intérieur et est basée à Durrës. Il s'agit d'une unité de contre-terrorisme et qui a également un rôle de renseignement qu'elle utilise contre la criminalité organisée.